# Vrindavan
Pronunciação
Vrindavan ou Vrindavana, também chamada Vrindaban de Brindaban, é uma cidade histórica no distrito de Matura estando situada na margem oeste do rio Yamuna, Uttar Pradesh, na Índia.
Ela está localizada na região de Braj Bhoomi e tem importância religiosa no hinduísmo, pois Krishna passou a maior parte de sua infância nesta cidade. Vrindavan tem cerca de 5,5 mil templos dedicados à adoração de Krishna e sua divina consorte Radha.
É um dos lugares mais sagrados para a tradição do vixenuísmo. Vrindavan é uma parte significativa do "circuito de peregrinação a Krishna", que também inclui Matura, Barsana, Gokul, Govardhan, Kurukshetra, Dwarka e Puri.
Vrindavan e suas florestas vizinhas foram o cenário dos acontecimentos centrais da mitologia de Krishna. Por isso, esse lugar é concebido como uma esfera divina, onde se desenrola um drama sagrado que transcende os limites da existência humana comum.
No século XVI, após um longo período de esquecimento, Vrindavan foi redescoberta pelo místico bengali fundador da seita Gaudiya,  Chaitanya Mahaprabhu, que percorreu as florestas da região em busca dos locais mencionados nos Puranas e nos textos devocionais vaisnavas como cenário das passagens da infância de Krishna. Essa redescoberta marcou o início do renascimento espiritual da cidade.
E como local histórico e sagrado, Vrindavan foi o local para onde Caitanya , enviou um grupo de teólogos para residir. Esses teólogos ficaram conhecidos como os Seis Gosvamis de Vrindavan os quais foram responsáveis por sistematizar as crenças e práticas da teologia gaudiya e que lá também estabeleceram os templos centrais da devoção a Radha-Krishna
O sociólogo e etnógrafo John Stratton Hawley — professor da Barnard/Columbia — publicou Krishna’s Playground: Vrindavan in the 21st Century (Oxford, 2020). Na obra, ele analisa a tensão entre a espiritualidade tradicional e os impactos da globalização: templos que funcionam como “parques temáticos religiosas” e transformações físicas no ambiente sagrado.
O autor destaca que Vrindavan no século XXI, segundo estudos recentes, mantém seu vigor como centro devocional, mas enfrenta tensões emblemáticas entre tradição e modernidade,  desde meados do século XX, Vrindavan vem sendo fortemente afetada pelo avanço da urbanização, especialmente devido à expansão de Delhi. Isso reduziu acentuadamente as antigas florestas sagradas e impactou a fauna local—como pavões, macacos e aves—que praticamente desapareceram do cenário original, ou seja, mesmo como cidade considerada sagrada ela não consegue ser poupada dos efeitos do crescimento urbano e dos impactos ambientais gerados por tal fenômeno.